# Список делегатов XVIII съезда ВКП(б)
XVIII съезд ВКП(б) — высший партийный форум, который проходил в Москве 10—21 марта 1939 года. На Съезде присутствовало 1965 делегатов, из которых: 1570 с решающим голосом, 395 с совещательным голосом.

## Делегаты
| # А Б В Г Д Е Ё Ж З И К Л М Н О П Р С Т У Ф Х Ц Ч Ш Щ Э Ю Я |

## А
1. Абакумов, Виктор Семёнович
2. Абанин, Андрей Петрович
3. Абдрахманов, Халик Валиевич
4. Абдурахманов, Абдуджабар Абдуджабарович
5. Абрамов, Александр Алексеевич
6. Абрамов, Александр Дмитриевич
7. Абрамов, Андрей Константинович
8. Абрамов, Иван Пантелеевич
9. Абрамов, Седрак Карапетович
10. Абрамов, Яков Иванович
11. Абрамова, Ксения Фёдоровна
12. Авакян, Андраник Осипович
13. Аввакумов, Яков Александрович
14. Авезова, Мастура
15. Аверин, Алексей Илларионович
16. Аверин, Михаил Дмитриевич
17. Агамали, Белал Абдулла оглы
18. Агапов, Василий Васильевич
19. Агарунов, Яков Михайлович
20. Агафонов, Борис Михайлович
21. Агафонов, Георгий Павлович
22. Агафонов, Пётр Алексеевич
23. Агибалов, Павел Алексеевич
24. Агроскин, Иосиф Ильич
25. Агуреев, Яков Александрович
26. Айкашев, Кузьма Иванович
27. Айнабекова, Шайкуль
28. Акимов, Степан Дмитриевич
29. Акопов, Степан Акопович
30. Аксёнов, Алексей Иванович
31. Аксёнов, Пётр Михайлович
32. Александрюк, Пётр Ильич
33. Алексеев, Иван Васильевич
34. Алексеенко, Поликарп Григорьевич
35. Алемасов, Александр Михайлович
36. Алёшин, Михаил Терентьевич
37. Алигусейнов, Агагусейн Мехти оглы
38. Алиев, Багир Гюль Али оглы
39. Алиев, Лютфали Гусейн Бала оглы
40. Алиева, Курбангозель
41. Аллахвердиев, Наджаф-Кули Ахмед оглы
42. Аллахвердиев, Насир Джабар оглы
43. Алфёров, Павел Никитович
44. Амосов, Василий Матвеевич
45. Ангелина, Прасковья Никитична
46. Андреев, Андрей Андреевич
47. Андреев, Сергей Фёдорович
48. Андреев, Яков Яковлевич
49. Андреева, Александра Владимировна
50. Андреева, Елизавета Исаевна
51. Андреенко, Иван Андреевич
52. Андрианов, Василий Михайлович
53. Андриенко, Афанасий Афанасьевич
54. Андросов, Борис Арсентьевич
55. Аннагиев, Акпер Аскер оглы
56. Аношин, Иван Семёнович
57. Антипов, Иван Васильевич
58. Антипов, Михаил Андреевич
59. Антипов, Фёдор Николаевич
60. Антонов, Дмитрий Иванович
61. Антонова, Татьяна Спиридоновна
62. Антропов, Тимофей Иванович
63. Антюфеев, Леонтий Макарович
64. Анцелович, Наум Маркович
65. Анциферов, Дмитрий Дмитриевич
66. Апанасенко, Иосиф Родионович
67. Аполлонов, Степан Васильевич
68. Ардашев, Константин Платонович
69. Артемьев, Иван Дмитриевич
70. Артемьев, Павел Артемьевич
71. Артюшкин, Анатолий Иванович
72. Арутинов, Григорий Артемьевич
73. Арутюнов, Баграт Николаевич
74. Арушанян, Шмавон Минасович
75. Архипов, Иван Васильевич
76. Архипчиков, Константин Яковлевич
77. Асратян, Эзрас Асратович
78. Атаджанов, Ташпулат
79. Аугамбаев, Аден
80. Афанасов, Арсений Андреевич
81. Афанасьев, Константин Николаевич
82. Афанасьев, Степан Ильич
83. Ахмедов, Агамирза Мирза Али оглы
84. Ахметов, Исян Файзуллович
85. Ачкасов, Александр Иванович

## Б
1. Бабак, Николай Павлович
2. Бабанин, Михаил Никифорович
3. Бабаян, Оганес Тумасович
4. Бабенко, Антон Александрович
5. Бабенцов, Иван Александрович
6. Бабин, Михаил Фёдорович
7. Бабкин, Алексей Никитич
8. Бабченко, Николай Федотович
9. Багаев, Сергей Иосифович
10. Багаева, Ольга Григорьевна
11. Баганов, Василий Баганович
12. Багиров, Мир Джафар Аббас оглы
13. Багреев, Владимир Фёдорович
14. Багров, Пётр Григорьевич
15. Бадаев, Алексей Егорович
16. Бадаев, Георгий Фёдорович
17. Бажанов, Андрей Савельевич
18. Бажанова, Софья Емельяновна
19. Байдуков, Георгий Филиппович
20. Байков, Пётр Дмитриевич
21. Байманов, Калдыбай
22. Баклаков, Михаил Макарович
23. Бакрадзе, Валериан Минаевич
24. Баламутов, Георгий Максимович
25. Баландин, Василий Петрович
26. Баланов, Никифор Федотович
27. Балев, Василий Михайлович
28. Барамия, Михаил Иванович
29. Баранов, Ефрем Харитонович
30. Баранова, Анна Васильевна
31. Барсуков, Алексей Николаевич
32. Барсуков, Афанасий Фомич
33. Барыкина, Елизавета Ивановна
34. Барышев, Степан Никитич
35. Баскаков, Михаил Иванович
36. Басов, Пётр Никитович
37. Басюбин, Николай Васильевич
38. Баталин, Александр Петрович
39. Батамиров, Анатолий Михайлович
40. Батов, Павел Иванович
41. Батурин, Анатолий Николаевич
42. Батчаев, Исмаил Шахмурзаевич
43. Башкуров, Арсентий Иванович
44. Бегма, Василий Андреевич
45. Безсонов, Михаил Матвеевич
46. Бейсембин, Махмут
47. Белавин, Иван Николаевич
48. Белан, Роман Васильевич
49. Белахов, Леонид Юлианович
50. Белов, Аркадий Гаврилович
51. Белов, Александр Иванович
52. Белов, Василий Дмитриевич
53. Белов, Павел Петрович
54. Белов, Пётр Иванович
55. Белова, Капитолина Степановна
56. Белосвет, Даниил Никитович
57. Беляева, Мария Александровна
58. Беляков, Александр Васильевич
59. Бенедиктов, Иван Александрович
60. Березняк, Лукьян Михайлович
61. Берия, Лаврентий Павлович
62. Бернев, Александр Павлович
63. Бессонов, Михаил Михайлович
64. Бечвая, Кирилл Георгиевич
65. Бзырин, Иван Васильевич
66. Бибик, Григорий Родионович
67. Бидинский, Давид Григорьевич
68. Бидненко, Анна Фёдотовна
69. Билецкая, Александра Григорьевна
70. Бирюков, Николай Иванович
71. Бирюков, Николай Иванович
72. Благов, Фёдор Дмитриевич
73. Блинов, Афанасий Сергеевич
74. Блохин, Александр Сергеевич
75. Богаев, Иван Георгиевич
76. Богаткин, Владимир Николаевич
77. Богданов, Василий Дмитриевич
78. Богданов, Георгий Антонович
79. Богданов, Иван Семёнович
80. Богданов, Михаил Андреевич
81. Богданова, Антонина Степановна
82. Боговая, Евдокия Григорьевна
83. Бодрова, Агриппина Ивановна
84. Бойцов, Василий Иванович
85. Бойцов, Иван Павлович
86. Бойцов, Фёдор Степанович
87. Бойцова, Анастасия Дмитриевна
88. Боков, Фёдор Ефимович
89. Болдин, Иван Васильевич
90. Болотнев, Георгий Иванович
91. Болотский, Серафим Тихонович
92. Большаков, Дмитрий Алексеевич
93. Большакова, Любовь Ивановна
94. Бондарев, Иван Иванович
95. Бондаренко, Ефим Петрович
96. Бондаренко, Пётр Тихонович
97. Бондаренко, Фёдор Пименович
98. Борзиков, Арсений Васильевич
99. Борзов, Василий Яковлевич
100. Борзов, Николай Андреевич
101. Борзов, Семён Иванович
102. Борин, Константин Александрович
103. Борисов, Василий Андреевич
104. Борисов, Геннадий Андреевич
105. Борисов, Леонтий Алексеевич
106. Борисов, Николай Александрович
107. Борков, Геннадий Андреевич
108. Борсоков, Хазраил Хакмиевич
109. Бортников, Семён Васильевич
110. Борцов, Иван Иванович
111. Ботов, Валериан Владимирович
112. Бочаров, Василий Фёдорович
113. Боченко, Иван Иванович
114. Бочков, Виктор Михайлович
115. Брагин, Алексей Фёдорович
116. Брагин, Дмитрий Филиппович
117. Брагин, Михаил Андреевич
118. Брусков, Иван Григорьевич
119. Брызгалов, Николай Александрович
120. Брыкин, Иван Григорьевич
121. Бубнов, Дмитрий Михайлович
122. Буденный, Семён Михайлович
123. Буйлова, Мария Андреевна
124. Булатов, Владимир Семёнович
125. Булах, Степан Фёдорович
126. Булганин, Николай Александрович
127. Булкин, Григорий Лаврентьевич
128. Бумагин, Григорий Харитонович
129. Бурмистенко, Михаил Алексеевич
130. Бурмистров, Иван Алексеевич
131. Бурченко, Дмитрий Тимофеевич
132. Бусыгин, Александр Харитонович
133. Бутаров, Алексей Иванович
134. Бутенко, Григорий Прокофьевич
135. Буторин, Тихон Иванович
136. Бутырин, Сергей Иванович
137. Бухтиаров, Николай Дмитриевич
138. Бухтияров, Григорий Степанович
139. Бушмакина, Анастасия Иосифовна
140. Буяков, Иван Никитич
141. Быков, Михаил Гаврилович
142. Быков, Фёдор Петрович
143. Быстров, Василий Георгиевич
144. Быстров, Николай Алексеевич
145. Бычков, Валерий Степанович
146. Бычков, Иван Георгиевич

## В
1. Вагов, Алексей Власович
2. Важник, Яков Яковлевич
3. Валеев, Фазлый Янгирович
4. Вальков, Василий Алексеевич
5. Ванеев, Владимир Григорьевич
6. Ванников, Борис Львович
7. Ванюхин, Иван Андреевич
8. Варавина, Степанида Ивановна
9. Василевский, Андрей Степанович
10. Василина, Пётр Кириллович
11. Васильев, Александр Иванович
12. Васильев, Александр Михайлович
13. Васильев, Александр Петрович
14. Васильев, Георгий Андрианович
15. Васильев, Николай Кондратьевич
16. Васильчиков, Николай Иванович
17. Васюков, Мирон Иванович
18. Вахрушев, Василий Васильевич
19. Вацек, Иван Прокофьевич
20. Вашугин, Николай Николаевич
21. Вдовин, Григорий Григорьевич
22. Велибеков, Рза Халил оглы
23. Величко, Гавриил Кузьмич
24. Веновский, Пётр Федотович
25. Вербицкий, Александр Дмитриевич
26. Верендякин, Владимир Варламович
27. Вертоградов, Василий Николаевич
28. Веселов, Яков Михайлович
29. Вещеникин, Михаил Филиппович
30. Виноградов, Виктор Иванович
31. Виноградов, Михаил Яковлевич
32. Виноградов, Никифор Степанович
33. Винокуров, Владимир Данилович
34. Вишниченко, Александра Григорьевна
35. Владимирский, Михаил Фёдорович
36. Власов, Александр Иосифович
37. Власов, Иван Алексеевич
38. Власов, Иосиф Михайлович
39. Власов, Кузьма Филиппович
40. Власов, Пётр Васильевич
41. Водопьянов, Михаил Васильевич
42. Вознесенский, Николай Алексеевич
43. Войтенко, Георгий Григорьевич
44. Волков, Алексей Алексеевич
45. Волков, Александр Романович
46. Волков, Алексей Семёнович
47. Волков, Иван Терентьевич
48. Волков, Павел Романович
49. Волкова, Анна Фёдоровна
50. Волкова, Елена Васильевна
51. Вологин, Александр Григорьевич
52. Волосевич, Михаил Трифонович
53. Волошин, Илья Иванович
54. Волчков, Василий Васильевич
55. Воробьёв, Александр Иванович
56. Воробьёв, Владимир Ильич
57. Воробьёв, Михаил Сергеевич
58. Воробьёв, Никон Дмитриевич
59. Воронин, Александр Иванович
60. Воронин, Павел Андреевич
61. Воронков, Василий Михайлович
62. Воронов, Алексей Александрович
63. Воронова, Любовь Тимофеевна
64. Воронцов, Владимир Васильевич
65. Воронцов, Николай Петрович
66. Воронцов, Серафим Ефимович
67. Воротников, Николай Александрович
68. Ворошилов, Климент Ефремович
69. Воскобой, Савва Ильич
70. Восков, Иван Никитович
71. Выходец, Михаил Александрович
72. Вышинский, Андрей Януарьевич
73. Вяткин, Арсений Васильевич
74. Вяткин, Фёдор Иванович

## Г
1. Габуния, Никандр Варфоломеевич
2. Гавриличев, Николай Васильевич
3. Гаврилов, Алексей Дмитриевич
4. Гаврилов, Николай Афанасьевич
5. Гаврилов, Семён Андреевич
6. Гаврилов, Фёдор Гаврилович
7. Гаврилов, Фёдор Иванович
8. Газзаев, Алексей Парсаданович
9. Гайнутдинов, Михаил Кабирович
10. Гайсин, Вульф Борухович
11. Галаган, Яков Никитович
12. Галайдин, Григорий Спиридонович
13. Галант, Овсей Иосифович
14. Галданова, Цексэ Церетаровна
15. Галиев, Галиян Шайхетдинович
16. Галкин, Илья Осипович
17. Галкина, Татьяна Алексеевна
18. Галяткин, Михаил Алексеевич
19. Ганенко, Иван Петрович
20. Ганьжин, Григорий Никитич
21. Гармашев, Александр Фомич
22. Гафиатуллин, Сулейман Халилович
23. Гвишиани, Михаил Максимович
24. Гевондян, Саркис Арутюнович
25. Гезалов, Адигезал Халил оглы
26. Геладзе, Николай Васильевич
27. Герасимов, Василий Максимович
28. Герман, Евсей Осипович
29. Гладков, Николай Алексеевич
30. Глазунов, Владимир Никитич
31. Глыстюк, Ефросиния Максимовна
32. Гнатенко, Андрей Павлович
33. Гоглидзе, Сергей Арсеньевич
34. Гоголев, Василий Фёдорович
35. Гоголев, Иван Матвеевич
36. Годов, Михаил Прокофьевич
37. Голиков, Филипп Иванович
38. Головин, Николай Антонович
39. Головинская, Мелания Евдокимовна
40. Головкин, Василий Яковлевич
41. Голофеевский, Тимофей Павлович
42. Голубева, Прасковья Ильинична
43. Голубенков, Иван Сергеевич
44. Голышев, Владимир Абрамович
45. Голяков, Иван Терентьевич
46. Гонобоблева, Елизавета Андреевна
47. Гонор, Лев Рувимович
48. Горанов, Волкан Семёнович
49. Горба, Василий Дементьевич
50. Горбань, Борис Архипович
51. Горбань, Фёдор Григорьевич
52. Горбунова, Анна Константиновна
53. Гордеев, Иван Васильевич
54. Гордеев, Николай Кузьмич
55. Гордиенко, Николай Иванович
56. Горелкин, Гавриил Семёнович
57. Гореленко, Филипп Данилович
58. Горкин, Александр Фёдорович
59. Горлов, Иосиф Гордеевич
60. Горшков, Михаил Петрович
61. Горячев, Фёдор Степанович
62. Горячкин, Степан Иванович
63. Гофман, Конрад Генрихович
64. Гочашвили, Георгий Александрович
65. Гражданинов, Иван Александрович
66. Гракин, Иван Алексеевич
67. Грановский, Моисей Борисович
68. Графкин, Иван Иванович
69. Грачёв, Николай Геннадьевич
70. Гребенник, Кузьма Евдокимович
71. Гребенник, Пётр Максимович
72. Гребенников, Павел Георгиевич
73. Гребнева, Пелагея Львовна
74. Грёзов, Михаил Григорьевич
75. Грекова, Надежда Григорьевна
76. Гречуха, Михаил Сергеевич
77. Грибов, Пётр Петрович
78. Григорович, Михаил Фёдорович
79. Григорьев, Николай Васильевич
80. Григорьев, Яков Никитич
81. Григорьян, Ваган Григорьевич
82. Грикалов, Владимир Григорьевич
83. Гринько, Фёдор Митрофанович
84. Гритчин, Николай Фёдорович
85. Грицаенко, Анатолий Иванович
86. Гриценко, Михаил Митрофанович
87. Грицюк, Сергей Дмитриевич
88. Гришакова, Анастасия Петровна
89. Гришин, Иван Семёнович
90. Грищенко, Вера Семёновна
91. Грищук, Леонид Степанович
92. Грищук, Фёдор Иванович
93. Громов, Александр Яковлевич
94. Громов, Григорий Петрович
95. Громов, Иван Александрович
96. Громов, Михаил Дмитриевич
97. Груздев, Михаил Андреевич
98. Грушевой, Константин Степанович
99. Губанов, Аким Васильевич
100. Губарев, Тимофей Иванович
101. Губкин, Павлин Николаевич
102. Губкина, Антонина Ивановна
103. Гудкин, Герман Вениаминович
104. Гудов, Иван Иванович
105. Гудыменко, Пётр Емельянович
106. Гукасов, Гурген Абаевич
107. Гульчак, Василий Дементьевич
108. Гуляев, Алексей Иванович
109. Гуляев, Иван Андреевич
110. Гуменюк, Конон Самойлович
111. Гуров, Илья Васильевич
112. Гусаров, Николай Иванович
113. Гусев, Дмитрий Степанович
114. Гусейнов, Гусейн Шадрут оглы
115. Гусейнова, Азиза Шукюр кызы
116. Гускин, Павел Алексеевич
117. Гусятникова, Прасковья Васильевна

## Д
1. Давиденко, Борис Павлович
2. Давыдов, Алексей Иосифович
3. Давыдов, Сергей Иванович
4. Дажин, Трофим Гаврилович
5. Данилин, Иван Венедиктович
6. Данилов, Александр Иванович
7. Данилов, Иван Тимофеевич
8. Данилов, Леонид Лаврентьевич
9. Дачаев, Ширвани Дачаевич
10. Двинский, Борис Александрович
11. Дворников, Степан Кузьмич
12. Деканозов, Владимир Георгиевич
13. Деменок, Пётр Ефимович
14. Демидов, Афанасий Герасимович
15. Денисенко, Василий Михайлович
16. Денисов, Виктор Михайлович
17. Денисов, Георгий Аполлинарьевич
18. Денисов, Михаил Фёдорович
19. Денисова, Мария Яковлевна
20. Дерягин, Степан Григорьевич
21. Десятников, Дмитрий Терентьевич
22. Джабаров, Садых Баладай оглы
23. Джавадов, Рамазан Меджид оглы
24. Джавадов, Усейн Ага Бала оглы
25. Джаши, Макарий Иванович
26. Джгубурия, Георгий Гуджаевич
27. Джорбенадзе, Антон Васильевич
28. Джумалиев, Гумар Идрисович
29. Диброва, Пётр Акимович
30. Диденко, Дмитрий Васильевич
31. Дидур, Владимир Григорьевич
32. Диланян, Минас Айрапетович
33. Дименштейн, Фани Иосифовна
34. Динмухамедов, Галей Афзалетдинович
35. Дмитриев, Александр Алексеевич
36. Дмитриев, Георгий Константинович
37. Дмитриев, Пётр Ильич
38. Дмитриев, Пётр Павлович
39. Добросердов, Константин Леонидович
40. Доброславский, Яков Алексеевич
41. Довгошея, Тимофей Васильевич
42. Долин, Федот Леонтьевич
43. Доманов, Дмитрий Афанасьевич
44. Домрачёв, Николай Павлович
45. Донской, Владимир Александрович
46. Дорожкин, Фрол Николаевич
47. Доронин, Дмитрий Прокофьевич
48. Доронин, Павел Иванович
49. Доронин, Яков Алексеевич
50. Дорофеев, Григорий Михайлович
51. Дребеднёв, Михаил Фёдорович
52. Дробышев, Павел Иванович
53. Дрожжин, Михаил Иванович
54. Дрозд, Валентин Петрович
55. Дрофа, Илья Трофимович
56. Дружинин, Василий Иванович
57. Друзяков, Михаил Иванович
58. Дубинин Николай Николаевич
59. Дубок, Пётр Викторович
60. Дубровский, Александр Афанасьевич
61. Дубровский, Дмитрий Георгиевич
62. Дудин, Пётр Дмитриевич
63. Дудкин, Егор Кондратьевич
64. Дулькин, Борис Яковлевич
65. Дурнев, Роман Никитович
66. Душин, Александр Дмитриевич
67. Дьяченко, Василий Антонович
68. Дюканов, Мирон Дмитриевич
69. Дюканов, Михаил Михайлович

## Е
1. Евминов, Иван Григорьевич
2. Евстигнеев, Владимир Григорьевич
3. Евстигнеев, Сергей Иосифович
4. Евсюков, Иван Тихонович
5. Еганян, Анушаван Сароевич
6. Егоренков, Иван Иванович
7. Егоров, Андрей Андреевич
8. Егоров, Вячеслав Петрович
9. Егоров, Георгий Иванович
10. Егоров, Георгий Михайлович
11. Егоров, Николай Павлович
12. Егоров, Яков Георгиевич
13. Егорова, Мария Ивановна
14. Егошин, Кузьма Пантелеевич
15. Елеубаев, Исмагул Кусаинович
16. Елисеев, Павел Петрович
17. Елисейкин, Георгий Васильевич
18. Емельянов, Георгий Михайлович
19. Емельянов, Степан Фёдорович
20. Емельянов, Фёдор Емельянович
21. Емельянова, Анна Константиновна
22. Емцов, Сергей Константинович
23. Епихин, Григорий Ильич
24. Епишев, Алексей Алексеевич
25. Ерёменко, Андрей Иванович
26. Ерёменко, Фёдор Исаакович
27. Ерзин, Ахмед Абдуллаевич
28. Ермаков, Михаил Степанович
29. Ермалович, Михаил Петрович
30. Ермаченков, Василий Филиппович
31. Ерогов, Михаил Семёнович
32. Ерцева, Евфросиния Игнатьевна
33. Ершаков, Филипп Афанасьевич
34. Ершов, Владимир Александрович
35. Ершов, Николай Михайлович
36. Еськов, Николай Дмитриевич
37. Ефанов, Андрей Иванович
38. Ефимов, Андрей Яковлевич
39. Ефимова, Екатерина Акимовна
40. Ефимова, Зинаида Ивановна
41. Ефремов, Александр Илларионович
42. Ефремов, Михаил Григорьевич
43. Ефремов, Сергей Кириллович

## Ж
1. Жаворонков, Василий Гаврилович
2. Жаворонков, Михаил Данилович
3. Жакомихов, Тузер Асхадович
4. Жакупов, Хажикей
5. Жданов, Андрей Александрович
6. Жданова, Татьяна Александровна
7. Железняк, Фёдор Андреевич
8. Жемчужина, Полина Семёновна
9. Живетин, Владимир Леонидович
10. Живова, Софья Ивановна
11. Жигалов, Алексей Кузьмич
12. Жигальский, Антон Филиппович
13. Жиганов, Илларион Илларионович
14. Жиженков, Флавиан Васильевич
15. Житенев, Михаил Ильич
16. Жмулёв, Фёдор Иванович
17. Жмыхов, Андрей Михайлович
18. Жоржолиани, Давид Лазаревич
19. Жубаев, Абат
20. Жуков, Сергей Евгеньевич
21. Журавель, Василий Григорьевич
22. Журавлёв, Виктор Павлович
23. Журавлёв, Даниил Арсентьевич
24. Журавлёв, Иван Поликарпович
25. Журавлёв, Николай Николаевич
26. Жученко, Михаил Андреевич

## З
1. Забужня, Прасковья Ульяновна
2. Загребаев, Александр Павлович
3. Задионченко, Семён Борисович
4. Зайкин, Пётр Иванович
5. Зайцев, Сергей Иванович
6. Зайцев, Фёдор Васильевич
7. Закорко, Николай Тихонович
8. Залмаев, Яков Васильевич
9. Залойло, Андрей Давидович
10. Залыгин, Сергей Михайлович
11. Зальцман, Исаак Моисеевич
12. Замараев, Степан Александрович
13. Замков, Николай Васильевич
14. Запорожец, Александр Иванович
15. Засоренко, Евдокия Кирилловна
16. Застава, Семён Андреевич
17. Захаренко, Илья Фёдорович
18. Захаров, Василий Иванович
19. Захаров, Иван Николаевич
20. Захаров, Михаил Егорович
21. Захаров, Пётр Афанасьевич
22. Захаров, Пётр Иванович
23. Захаров, Семён Егорович
24. Захарычев, Григорий Никитич
25. Зверев, Арсений Григорьевич
26. Зеленков, Марк Никанорович
27. Зеленков, Сергей Васильевич
28. Зеленков, Яков Дмитриевич
29. Зеленский, Кирилл Кузьмич
30. Землячка, Розалия Самойловна
31. Зенин, Александр Иванович
32. Зенкова, Акулина Степановна
33. Зимин, Константин Николаевич
34. Зимичева, Вера Васильевна
35. Зинин, Алексей Иванович
36. Зиновский, Антон Степанович
37. Зинченко, Дмитрий Петрович
38. Зинченко, Максим Филиппович
39. Злой, Матвей Сергеевич
40. Зоделава, Андрей Семёнович
41. Золотухин, Михаил Иванович
42. Зотов, Павел Михайлович
43. Зубарев, Иван Фёдорович
44. Зубкова, Глафира Герасимовна
45. Зуев, Серафим Алексеевич
46. Зыков, Анатолий Яковлевич

## И
1. Ибрагимов, Вали Сарачевич
2. Ибрагимов, Расул
3. Ибрагимов, Рахим Киреевич
4. Ибраева, Куйлиля
5. Ибраимов, Мемет Ибраимович
6. Иванов, Александр Николаевич
7. Иванов, Василий Васильевич
8. Иванов, Иван Андреевич
9. Иванов, Иван Васильевич
10. Иванов, Иван Иванович
11. Иванов, Илья Иванович
12. Иванов, Иона Иванович
13. Иванов, Константин Евгеньевич
14. Иванов, Никита Петрович
15. Иванов, Николай Иванович
16. Иванов, Николай Иванович
17. Иванов, Соломон Матвеевич
18. Иванов, Фёдор Сергеевич
19. Иванова, Прасковья Ивановна
20. Ивановский, Георгий Иванович
21. Иванычев, Иван Васильевич
22. Ивженко, Иван Петрович
23. Иволгин, Иван Леонтьевич
24. Ивонина, Александра Ивановна
25. Игаев, Семён Степанович
26. Игнатов, Михаил Егорович
27. Игнатов, Николай Григорьевич
28. Игнатьев, Анатолий Иванович
29. Игнатьев, Семён Денисович
30. Игнатьев, Сергей Парфёнович
31. Игошин, Павел Никифорович
32. Игумнов, Владимир Семёнович
33. Изотов, Михаил Иванович
34. Изотов, Никита Алексеевич
35. Илларионов, Александр Алексеевич
36. Ильин, Григорий Маркелович
37. Ильина, Мария Васильевна
38. Ильичёв, Александр Васильевич
39. Ильяшенко, Василий Григориьевич
40. Илюхин, Пётр Степанович
41. Исаев, Александр Никитович
42. Исаев, Мамед Иса оглы
43. Исаченко, Александр Никитович
44. Искаков, Сайдахмет
45. Исмаилов, Кязим Гейдар оглы
46. Исмаилов, Мамед Абас оглы
47. Исмаилов, Назырджан Ахунджанович
48. Исмаилова, Улбулсун
49. Исматов, Мухамеджан
50. Исматов, Турсун
51. Исраелов, Сергей Артёмович
52. Истомин, Владимир Михайлович
53. Истомин, Николай Александрович
54. Исхаков, Калимулла Юсупович
55. Ицков, Николай Яковлевич
56. Ишмухаметов, Хайрзаман Ишмухаметович
57. Ишханов, Сергей Мартынович
58. Ищанова, Джамал
59. Ищенко, Виталий Павлович

## К
1. Кабалдин, Михаил Афанасьевич
2. Кабанов, Александр Фёдорович
3. Кабанов, Владимир Иванович
4. Кабашкин, Александр Иванович
5. Каверин, Владимир Никитович
6. Каган, Наум Исаакович
7. Каганович, Лазарь Моисеевич
8. Каганович, Мария Марковна
9. Каганович, Михаил Моисеевич
10. Кадушкин, Николай Михайлович
11. Казаков, Анатолий Иванович
12. Казаков, Николай Степанович
13. Казакова, Екатерина Вавиловна
14. Казакпаев, Абдисамет
15. Казанцев, Самсон Порфирьевич
16. Казарьян, Хорк Мелконович
17. Казьмин, Николай Дмитриевич
18. Калашников, Константин Фёдорович
19. Калинин, Иван Никифорович
20. Калинин, Михаил Иванович
21. Калинин, Степан Андреевич
22. Кальченко, Емельян Андреевич
23. Кальченко, Никифор Тимофеевич
24. Каманин, Николай Петрович
25. Каменев, Пётр Ильич
26. Камчатов, Михаил Андреевич
27. Канунников, Михаил Яковлевич
28. Капустин, Яков Фёдорович
29. Карабанов, Фёдор Васильевич
30. Караваев, Константин Семёнович
31. Караваев, Пётр Николаевич
32. Каранадзе, Григорий Теофилович
33. Карасёв, Иван Никифорович
34. Карасёва, Ираида Ульяновна
35. Караулов, Григорий Алексеевич
36. Каращенко, Георгий Антонович
37. Карикова, Варвара Васильевна
38. Карлашов, Алексей Александрович
39. Карманов, Василий Иванович
40. Карпенко, Иван Дмитриевич
41. Карпов, Фёдор Андреевич
42. Карпова, Наталья Ивановна
43. Карташов, Константин Кириллович
44. Карягин, Иван Григорьевич
45. Карякин, Иван Георгиевич
46. Касаткин, Пётр Фёдорович
47. Касауров, Николай Данилович
48. Касперова, Антонина Фёдоровна
49. Катков, Николай Никитович
50. Каткова, Лидия Александровна
51. Кафар-заде, Султан Асадулла оглы
52. Кацнельсон, Залман Моисеевич
53. Качалин, Кирилл Иванович
54. Качалов, Владимир Яковлевич
55. Качуров, Яков Васильевич
56. Кварацхелия, Моисей Мурзаевич
57. Квасов, Михаил Егорович
58. Келехсаев, Владимир Ясонович
59. Керимбаева, Кербез
60. Керимова, Захра Адигезал
61. Кефчиян, Георгий Александрович
62. Кизилов, Ульян Иванович
63. Кикачейшвили, Нина Иродионовна
64. Кикнадзе, Георгий Иванович
65. Кипаренко, Иван Поликарпович
66. Киперман, Михаил Борисович
67. Киреев, Пётр Макарович
68. Киржайкин, Фёдор Петрович
69. Кирзимов, Александр Ильич
70. Кириченко, Николай Яковлевич
71. Кириченко, Яков Николаевич
72. Кирюхин, Николай Иванович
73. Киселёв, Александр Яковлевич
74. Киселёв, Василий Афанасьевич
75. Киселёв, Василий Иванович
76. Киселёв, Константин Несторович
77. Киселёв, Кузьма Венедиктович
78. Киселёв, Михаил Яковлевич
79. Киселёв, Николай Михайлович
80. Киселёв, Николай Сергеевич
81. Кислицкий, Борис Елисеевич
82. Кишинская, Клавдия Ивановна
83. Клёнов, Иван Игнатьевич
84. Климова, Капитолина Ивановна
85. Клишин, Георгий Тимофеевич
86. Клоков, Василий Яковлевич
87. Клочков, Даниил Миронович
88. Клюев, Григорий Николаевич
89. Книга, Василий Иванович
90. Кныш, Клавдия Васильевна
91. Кобелев, Михаил Павлович
92. Кобзин, Ефим Никифорович
93. Кобулов, Амаяк Захарович
94. Кобулов, Богдан Захарович
95. Кобякова, Софья Павловна
96. Ковалёв, Герман Васильевич
97. Ковалёв, Иван Владимирович
98. Ковалёв, Михаил Прокофьевич
99. Ковалёв, Фёдор Гаврилович
100. Коваленко, Фёдор Абрамович
101. Ковбасюк, Андрей Никитич
102. Коворов, Иван Михайлович
103. Ковтун, Израиль Исаевич
104. Ковтун, Ольга Фёдоровна
105. Ковтуненко, Степан Павлович
106. Кожевников, Николай Андреевич
107. Кожевников, Сергей Константинович
108. Козаченко, Константин Георгиевич
109. Козлов, Александр Алексеевич[уточнить]
110. Козлов, Александр Дмитриевич
111. Козлов, Анатолий Петрович
112. Козлов, Антон Федотович
113. Козлов, Иван Петрович
114. Козлов, Марк Александрович
115. Козлов, Михаил Фёдорович
116. Козлова, Мария Васильевна
117. Козырев, Николай Владимирович
118. Козырьков, Иван Трофимович
119. Козюменский, Владимир Трофимович
120. Коккинаки, Владимир Константинович
121. Кокурин, Пётр Петрович
122. Кокшаров, Александр Семёнович
123. Кокшунов, Есин Эренценович
124. Колбин, Антон Константинович
125. Колесник, Николай Филиппович
126. Колесников, Виктор Григорьевич
127. Колесников, Дмитрий Тихонович
128. Колесников, Иван Исаевич
129. Колесников, Михаил Николаевич
130. Колёсов, Фёдор Илларионович
131. Колин, Андрей Яковлевич
132. Колобяков, Александр Филаретович
133. Колодяжный, Михаил Дмитриевич
134. Колонин, Семён Ефимович
135. Колоскова, Анастасия Антоновна
136. Колосов, Александр Николаевич
137. Колосов, Пётр Иванович
138. Колущинский, Евгений Петрович
139. Колыбанов, Анатолий Георгиевич
140. Колыхалов, Фёдор Павлович
141. Кольвах, Пётр Иванович
142. Кольцов, Пётр Алексеевич
143. Коляго, Алексей Маркович
144. Комаров, Павел Тимофеевич
145. Комаров, Пётр Николаевич
146. Комаровский, Иван Фёдорович
147. Комиссаров, Михаил Васильевич
148. Кондаков, Константин Владимирович
149. Кондаков, Пётр Павлович
150. Кондратьев, Павел Тимофеевич
151. Кондратьев, Пётр Павлович
152. Кондратюк, Александр Павлович
153. Кондрашин, Иван Степанович
154. Конев, Иван Степанович
155. Конин, Никифор Евсеевич
156. Конкин, Степан Васильевич
157. Коннов, Иван Прокофьевич
158. Коновалов, Елисей Фёдорович
159. Конопыхин, Николай Михайлович
160. Конопкин, Митрофан Михайлович
161. Коноплёв, Павел Петрович
162. Константинов, Тихон Антонович
163. Конферович, Виктор Денисович
164. Коньков, Василий Фомич
165. Коняев, Яков Венедиктович
166. Кордюков, Григорий Алексеевич
167. Коренев, Григорий Ефимович
168. Корзин, Иван Алексеевич
169. Кормишкина, Мария Яковлевна
170. Корниец, Леонид Романович
171. Корнилов, Пётр Васильевич
172. Корнышёв, Александр Иосифович
173. Коробков, Павел Терентьевич
174. Королёв, Дмитрий Дмитриевич
175. Королёва, Анна Георгиевна
176. Королёва, Прасковья Ивановна
177. Король, Михаил Алексеевич
178. Король, Михаил Иосифович
179. Королькова, Ульяна Потаповна
180. Коротченко, Демьян Сергеевич
181. Коршунов, Иван Петрович
182. Корявин, Пётр Нилович
183. Корякин, Пётр Васильевич
184. Косарёв, Георгий Иванович
185. Коскович, Анна Игнатьевна
186. Косов, Василий Владимирович
187. Костенко, Иван Фёдорович
188. Костоусов, Павел Иванович
189. Костров, Иван Фёдорович
190. Костыгов, Владимир Георгиевич
191. Костюков, Сергей Тимофеевич
192. Костюченко, Сергей Филиппович
193. Косыгин, Алексей Николаевич
194. Косымбаев, Альчимбек
195. Котельников, Георгий Михайлович
196. Котельникова, Анна Петровна
197. Котомин, Иван Иванович
198. Котунов, Иван Васильевич
199. Кочемасова, Татьяна Петровна
200. Коченин, Фёдор Гаврилович
201. Кочкаров, Василий Ксенофонтович
202. Кочкин, Степан Трофимович
203. Кочлавашвили, Александр Иванович
204. Кочламазашвили, Иосиф Дмитриевич
205. Кочнев, Сергей Дементьевич
206. Кочуров, Григорий Фёдорович
207. Кошурова, Мария Ивановна
208. Кравченко, Семён Григорьевич
209. Крайнов, Пётр Сергеевич
210. Краснов, Андрей Михайлович
211. Краснов, Григорий Корнеевич
212. Краснов, Иван Николаевич
213. Краснослободцев, Фёдор Васильевич
214. Кретц, Давид Христианович
215. Кривозёрцев, Иван Герасимович
216. Кривонос, Иван Григорьевич
217. Кривонос, Пётр Фёдорович
218. Кривоносов, Федос Алексеевич
219. Кривошеин, Дмитрий Александрович
220. Криошин, Поликарп Петрович
221. Кровяков, Иван Яковлевич
222. Кронов, Борис Климентьевич
223. Кругликов, Харитон Андреевич
224. Кругляков, Тимофей Петрович
225. Круговой, Матвей Назарович
226. Крупеня, Иван Ануфриевич
227. Крылов, Кузьма Яковлевич
228. Крылов, Леонид Иванович
229. Крылова, Анна Григорьевна
230. Крысанов, Прокофий Егорович
231. Крюков, Александр Иванович
232. Крюков, Иван Васильевич
233. Крюков, Филипп Яковлевич
234. Крючков, Иван Егорович
235. Крючков, Павел Ермолаевич
236. Крючков, Пётр Фёдорович
237. Куварин, Иван Яковлевич
238. Кувшинов, Николай Иванович
239. Кудинов, Александр Николаевич
240. Кудинов, Михаил Андреевич
241. Кудрявцев, Александр Александрович
242. Кудрявцев, Александр Васильевич
243. Кудрявцев, Александр Евдокимович
244. Кудрявцев, Василий Николаевич
245. Кудрявцев, Григорий Иванович
246. Кужеватов, Степан Иванович
247. Кузембаев, Тусуп
248. Кузин, Михаил Иванович
249. Кузнецов, Александр Васильевич
250. Кузнецов, Александр Иванович
251. Кузнецов, Алексей Александрович
252. Кузнецов, Анатолий Алексеевич
253. Кузнецов, Андрей Григорьевич
254. Кузнецов, Василий Алексеевич
255. Кузнецов, Василий Иванович
256. Кузнецов, Григорий Васильевич
257. Кузнецов, Григорий Георгиевич
258. Кузнецов, Иван Алексеевич
259. Кузнецов, Иван Васильевич
260. Кузнецов, Илья Иванович
261. Кузнецов, Леонид Фёдорович
262. Кузнецов, Михаил Георгиевич
263. Кузнецов, Михаил Дмитриевич
264. Кузнецов, Николай Герасимович
265. Кузнецов, Николай Дмитриевич
266. Кузнецов, Николай Степанович
267. Кузнецов, Павел Александрович
268. Кузнецов, Семён Васильевич
269. Кузнецов, Фёдор Федотович
270. Кузовков, Александр Семёнович
271. Кузьменко, Николай Савельевич
272. Кузьмин, Михаил Васильевич
273. Кузьмин, Пётр Степанович
274. Кузьмин, Фёдор Иванович
275. Кузьминов, Михаил Тимофеевич
276. Куклин, Константин Сергеевич
277. Кулагин, Иван Константинович
278. Кулагин, Михаил Васильевич
279. Кулаков, Николай Михайлович
280. Кулаков, Павел Христофорович
281. Кулатов, Турабай Кулатович
282. Кулиев, Али-Султан Ярали оглы
283. Кулиев, Заби Ахад оглы
284. Кулик, Григорий Иванович
285. Куликов, Иван Павлович
286. Куликов, Константин Николаевич
287. Куликов, Фёдор Яколвевич
288. Кулинич, Павел Яковлевич
289. Кулитов, Джек Галиакпарович
290. Кулов, Кубади Дмитриевич
291. Кульбашный, Макар Кузьмич
292. Кульков, Константин Григорьевич
293. Куприн, Павел Тихонович
294. Куприянов, Геннадий Николаевич
295. Куприянов, Емельян Иванович
296. Куракин, Павел Ефремович
297. Курбанов, Мамад Али оглы
298. Курбатов, Иван Игнатьевич
299. Курганов, Валерьян Петрович
300. Курков, Сергей Григорьевич
301. Курочкин, Константин Трофимович
302. Курочкин, Пётр Николаевич
303. Курсаков, Борис Иванович
304. Кутафин, Семён Васильевич
305. Кухтенков, Яков Иванович
306. Кучумова, Зинаида Константиновна
307. Кушаков, Хамракул
308. Кушнарёв, Вениамин Михайлович

## Л
1. Лабинцев, Александр Керсанович
2. Лаврентьев, Захар Лаврентьевич
3. Лаврентьев, Пётр Васильевич
4. Лайок, Владимир Макарович
5. Лаптев, Николай Васильевич
6. Лапшин, Григорий Николаевич
7. Лариков, Александр Ларионович
8. Ларина, Людмила Ивановна
9. Ларионов, Алексей Николаевич
10. Ларионов, Константин Максимович
11. Ларченко, Фёдор Миронович
12. Латунов, Иван Сергеевич
13. Лаухин, Пётр Иванович
14. Лашина, Варвара Ивановна
15. Лебедев, Александр Иванович
16. Лебедев, Николай Павлович
17. Лебедева, Анна Платоновна
18. Лебедь, Николай Георгиевич
19. Левашев, Лев Николаевич
20. Левченко, Гордей Иванович
21. Левченко, Дорофей Тимофеевич
22. Левченков, Андрей Григорьевич
23. Леженко, Андрей Иванович
24. Леженко, Даниил Дмитриевич
25. Лелеко, Устинья Спиридоновна
26. Леонов, Александр Иванович
27. Леонов, Александр Петрович
28. Лернер, Меер Товиевич
29. Летуновская, Мария Тимофеевна
30. Лещинер, Борис Израилевич
31. Либинштейн, Абрам Борисович
32. Лигачёв, Алексей Ильич
33. Ликомидов, Александр Фёдорович
34. Линкун, Николай Иосифович
35. Лисогор, Пётр Тимофеевич
36. Литвиненко, Иван Григорьевич
37. Литвиненко, Иван Ефимович
38. Литвинов, Максим Максимович
39. Лихачёв, Иван Алексеевич
40. Лихачёв, Николай Исакович
41. Лобанов, Иван Петрович
42. Лобанов, Николай Михайлович
43. Лобачёв, Алексей Андреевич
44. Лобова, Ольга Михайловна
45. Логинов, Николай Алексеевич
46. Локтионов, Александр Дмитриевич
47. Лоладзе, Вахтанг Александрович
48. Ломако, Пётр Фадеевич
49. Лопатин, Константин Ильич
50. Лосев, Иван Иванович
51. Лоскутов, Иван Кузьмич
52. Лось, Одарка Михайловна
53. Лошкарёв, Павел Александрович
54. Лубочкин, Дмитрий Дмитриевич
55. Лукин, Макар Михайлович
56. Лукинов, Дмитрий Фёдорович
57. Лукьяненко, Савелий Фёдорович
58. Лукьянов, Владимир Васильевич
59. Лукьянова, Мария Николаевна
60. Лучкин, Алексей Фёдорович
61. Лыков, Александр Яковлевич
62. Лымарь, Пётр Денисович
63. Лысенко, Иван Петрович
64. Лысенко, Иосиф Григорьевич
65. Лысков, Рафаил Серапионович
66. Лысов, Пётр Николаевич
67. Любавин, Пётр Митрофанович
68. Любезнова, Елена Васильевна
69. Любимов, Александр Васильевич
70. Люкшин, Константин Филиппович
71. Лясковский, Александр Константинович

## М
1. Мавлянов, Абдуразак
2. Магомедов, Джамалутдин Махмудович
3. Мазур, Андрей Васильевич
4. Майсурадзе, Арчил Семёнович
5. Макаров, Иван Николаевич
6. Макаров, Михаил Александрович
7. Макаров, Яков Александрович
8. Макарова, Анна Ивановна
9. Макарова, Прасковья Семёновна
10. Макеев, Николай Антонович
11. Максимов, Алексей Иванович
12. Максимов, Михаил Дмитриевич
13. Маланин, Матвей Петрович
14. Маленков, Георгий Максимилианович
15. Малин, Владимир Никифорович
16. Малкин, Ггригорий Никитьевич
17. Малков, Константин Ефимович
18. Малышев, Александр Леонтьевич
19. Малышев, Александр Яковлевич
20. Малышев, Вячеслав Александрович
21. Малышев, Иван Афанасьевич
22. Малышев, Николай Дмитриевич
23. Малышева, Анна Илларионовна
24. Мальцев, Артемий Васильевич
25. Мальцев, Сергей Иванович
26. Мальчуженко, Василий Дмитриевич
27. Мамадиаров, Омамбек
28. Мамонов, Фёдор Антонович
29. Манаенков, Иван Фёдорович
30. Манвелян, Тамара Григорьевна
31. Манджиев, Ладжи Сарангович
32. Мандрыкин, Василий Тимофеевич
33. Мандур, Прокофий Алексеевич
34. Манзюк, Николай Гаврилович
35. Маниава, Лидия Михайловна
36. Мануильский, Дмитрий Захарович
37. Манукянц, Михаил Сергеевич
38. Манюхина, Eлена Николаевна
39. Марат, Левадий Иванович
40. Маркелов, Александр Митрофанович
41. Маркин, Дмитрий Фёдорович
42. Марков, Александр Гаврилович
43. Марков, Алексей Никитович
44. Марков, Арон Григорьевич
45. Марков, Василий Сергеевич
46. Марков, Виктор Александрович
47. Мартемьянов, Семён Никифорович
48. Мартиросян, Балабек Григорьевич
49. Мартыненко, Иван Михайлович
50. Мартынов, Василий Тимофеевич
51. Мартынов, Павел Иванович
52. Марченко, Иван Тихонович
53. Масленников, Георгий Иванович
54. Масленников, Иван Иванович
55. Масленникова, Евдокия Васильевна
56. Масленникова, Надежда Алексеевна
57. Мастеров, Семён Ананьевич
58. Матвеев, Александр Павлович
59. Матвеев, Ефим Яковлевич
60. Матвеев, Иван Андреевич
61. Матвеев, Иван Куприянович
62. Матвеев, Михаил Фёдорович
63. Матвеева, Антонина Васильевна
64. Матвеенко, Иван Степанович
65. Маткаримова, Идоят
66. Матлахов, Дмитрий Авксентьевич
67. Матушкин, Алексей Алексеевич
68. Матыкин, Филипп Николаевич
69. Матюшин, Фёдор Семёнович
70. Махарадзе, Филипп Иесеевич
71. Машков, Фёдор Федотович
72. Маяцкий, Пётр Васильевич
73. Медведев, Михаил Леонтьевич
74. Медведев, Сергей Кириллович
75. Мезеря, Георгий Андреевич
76. Мелешко, Василий Павлович
77. Мельников, Алексей Евгеньевич
78. Мельников, Алексей Николаевич
79. Мельников, Борис Семёнович
80. Мельников, Владимир Фёдорович
81. Мельников, Григорий Фёдорович
82. Мельников, Леонид Георгиевич
83. Мельников, Роман Ефимович
84. Мельничук, Eлена Максимовна
85. Мельшанов, Филипп Семёнович
86. Менабде, Александра Ивсихиевна
87. Менбариев, Абдул-Джелиль Хайрулла
88. Мерецков, Кирилл Афанасьевич
89. Меркулов, Всеволод Николаевич
90. Меркулов, Фёдор Александрович
91. Мехлис, Лев Захарович
92. Мигачёв, Павел Григорьевич
93. Мигус, Алексей Фёдорович
94. Микаелян, Сурен Агасович
95. Микин, Пётр Петрович
96. Микоян, Анастас Иванович
97. Минаев, Александр Васильевич
98. Минаев, Василий Степанович
99. Минченко, Наум Моисеевич
100. Мироненко, Пётр Никифорович
101. Миронов, Иван Ильич
102. Миронов, Сергей Трофимович
103. Мирошкин, Александр Акимович
104. Мирошниченко, Леонтий Трофимович
105. Мирошниченко, Пётр Минович
106. Мирцхулава, Александр Иорданович
107. Митин, Марк Борисович
108. Митраков, Иван Лукич
109. Митряшов, Семён Трофимович
110. Митькин, Николай Иванович
111. Мифтахов, Абзал Шагутдинович
112. Мифтахутдинова, Сагадат Мифтахутдиновна
113. Михайленко, Прасковья Ивановна
114. Михайличенко, Василий Федосеевич
115. Михайлов, Алексей Никифорович
116. Михайлов, Михаил Макарович
117. Михайлов, Николай Александрович
118. Михайлов, Сергей Николаевич
119. Михайлова, Анна Ивановна
120. Михалек, Евдокия Александровна
121. Михеев, Виктор Дмитриевич
122. Михеев, Филипп Егорович
123. Мичурин-Равер, Марк Леонтьевич
124. Мишакова, Ольга Петровна
125. Мищенко, Гавриил Корнеевич
126. Модин, Александр Нилович
127. Можуйко, Александр Матвеевич
128. Моисеев, Фёдор Алексеевич
129. Моллаев, Супьян Кагирович
130. Молоков, Василий Сергеевич
131. Молостов, Иван Фёдорович
132. Молотов, Вячеслав Михайлович
133. Молчанов, Константин Иванович
134. Моняков, Максим Платонович
135. Морозов, Андрей Михайлович
136. Морозов, Анисим Данилович
137. Морозов, Ефрем Михайлович
138. Морозов, Митрофан Макарович
139. Морозов, Сергей Дмитриевич
140. Мосалов, Николай Иванович
141. Москалёв, Михаил Митрофанович
142. Москаленко, Семён Тимофеевич
143. Москвина, Елизавета Петровна
144. Мотинов, Матвей Васильевич
145. Мочалов, Владимир Васильевич
146. Мулдабеков, Хамбар
147. Мунсин, Сайгафар
148. Мунько, Николай Павлович
149. Муравьёв, Анатолий Алексеевич
150. Мурадашвили, Мария Ивановна
151. Муратов, Сергей Никифорович
152. Мураховский, Евгений Нестерович
153. Мурзаев, Халмед
154. Мурин, Гавриил Иванович
155. Муругов, Алексей Иванович
156. Муругов, Иван Васильевич
157. Мусинский, Василий Степанович
158. Мустафаев, Рефат Шемсединович
159. Мухаметов, Самат Ахметович
160. Мухаметшин, Ислам Мухаметшинович
161. Мухин, Александр Александрович[уточнить]
162. Мухин, Сергей Алексеевич
163. Мухина, Надежда Николаевна
164. Мушниченко, Михаил Дмитриевич
165. Мыреева, Мария Николаевна

## Н
1. Навозов, Фёдор Дмитриевич
2. Надежин, Иван Павлович
3. Наджафов, Гусейн Гумбат оглы
4. Назаров, Алексей Андреянович
5. Назаров, Роман Капитонович
6. Назарычев, Василий Иванович
7. Напрасников, Александр Евстигнеевич
8. Нарейко, Евгений Терентьевич
9. Нарижный, Андрей Аксентьевич
10. Нарсия, Григорий Евсеевич
11. Нартова, Екатерина Дмитриевна
12. Нарымбаев, Бейсембай
13. Нарышкин, Алексей Григорьевич
14. Насиров, Кулам Абасович
15. Наталевич, Никифор Яковлевич
16. Наумов, Михаил Иванович
17. Нацибулин, Ярулла
18. Невежин, Николай Иванович
19. Негазов, Фёдор Алексеевич
20. Неганов, Александр Семёнович
21. Недосекин, Виктор Иванович
22. Незамов, Кондратий Макарович
23. Некрасов, Пётр Михайлович
24. Некрылов, Алексей Семёнович
25. Немченко, Пётр Иванович
26. Нетипанов, Иван Елисеевич
27. Нецветай, Алексей Игнатьевич
28. Нечаев, Никита Александрович
29. Никитин, Василий Анфилович
30. Никитин, Василий Петрович
31. Никитин, Владимир Дмитриевич
32. Никифоров, Константин Александрович
33. Никишев, Михаил Семёнович
34. Никишкин, Григорий Васильевич
35. Никишов, Иван Фёдорович
36. Николаев, Андрей Семёнович
37. Николаев, Борис Фёдорович
38. Николаев, Зосим Васильевич
39. Николаева, Клавдия Ивановна
40. Николенко, Алексей Григорьевич
41. Никонов, Дмитрий Михайлович
42. Никулин, Акиндин Георгиевич
43. Никулин, Виктор Михайлович
44. Новгородцев, Сергей Алексеевич
45. Новиков, Алексей Иванович
46. Новиков, Антон Яковлевич
47. Новиков, Василий Михайлович
48. Новиков, Георгий Матвеевич
49. Новиков, Иван Максимович
50. Новиков, Иван Сергеевич
51. Новиков, Игнатий Трофимович
52. Новиков, Илья Александрович
53. Новиков, Константин Васильевич
54. Новожилов, Иван Ионович
55. Новосёлов, Илья Филиппович
56. Носенко, Иван Исидорович
57. Носков, Пётр Андреевич
58. Носов, Михаил Андреевич
59. Носовский, Наум Эммануилович
60. Ноянов, Павел Иванович
61. Нуцубидзе, Шалва Дмитриевич
62. Нырова, Пелагея Фёдоровна

## О
1. Оборотов, Василий Ильич
2. Обухов, Павел Андреевич
3. Оганесян, Виктория Вартановна
4. Огнев, Александр Степанович
5. Огнев, Пётр Степанович
6. Огородников, Георгий Петрович
7. Огородов, Александр Фёдорович
8. Окороков, Андрей Дмитриевич
9. Октябрьский, Филипп Сергеевич
10. Окулов, Василий Андреевич
11. Олонов, Михаил Иванович
12. Онищенко, Иван Савельевич
13. Оплеснин, Иван Ильич
14. Орлов, Александр Леонидович
15. Орлов, Виктор Андреевич
16. Орлов, Николай Васильевич[уточнить]
17. Орлов, Сергей Алексеевич
18. Орлова, Елена Андреевна
19. Осина, Анна Кузьминична
20. Осипенко, Полина Денисовна
21. Осипов, Георгий Иванович
22. Осипов, Михаил Маркович
23. Осипов, Николай Николаевич
24. Османова, Зейнеб Бекир
25. Осокин, Василий Васильевич
26. Осокин, Константин Георгиевич
27. Остряков, Николай Алексеевич
28. Офицеров, Иван Дмитриевич

## П
1. Павлов, Андрей Павлович
2. Павлов, Дмитрий Григорьевич
3. Павлов, Дмитрий Семёнович
4. Павлов, Иван Павлович
5. Павлов, Михаил Андреевич
6. Павлюков, Владимир Константинович
7. Пазиков, Хабир Мухарамович
8. Пайков, Николай Дмитриевич
9. Палёных, Михаил Дмитриевич
10. Палеха, Сергей Наумович
11. Пальцев, Георгий Николаевич
12. Панин, Александр Павлович
13. Панков, Василий Михайлович
14. Пантелькин, Пётр Алексеевич
15. Панченко, Павлина Ефремовна
16. Папанин, Иван Дмитриевич
17. Папивина, Вера Степановна
18. Папян, Мацак Петросович
19. Паршин, Пётр Иванович
20. Патоличев, Николай Семёнович
21. Пахомов, Зиновий Дмитриевич
22. Паюсова, Татьяна Георгиевна
23. Пегов, Анатолий Михайлович
24. Пегов, Владимир Михайлович
25. Пегов, Николай Михайлович
26. Пекарский, Иосиф Адамович
27. Пелипенко, Пётр Маркович
28. Пеньков, Андрей Иванович
29. Пеняев, Максим Борисович
30. Перазич, Иван Александрович
31. Первухин, Михаил Георгиевич
32. Первышин, Степан Антонович
33. Перевалов, Николай Михайлович
34. Перевезенцев, Алексей Петрович
35. Перепанов, Семён Перепанович
36. Перманов, Курбан
37. Перов, Александр Павлович
38. Перов, Владимир Михайлович
39. Перов, Георгий Васильевич
40. Перушкин, Дмитрий Васильевич
41. Пестванидзе, Иона Михайлович
42. Петренко, Михаил Семёнович
43. Петрикова, Таисия Порфирьевна
44. Петров, Александр Степанович
45. Петров, Григорий Григорьевич
46. Петров, Дмитрий Капитонович
47. Петров, Иван Тимофеевич
48. Петров, Михаил Петрович
49. Петрова, Анна Ефимовна
50. Петрова, Мария Петровна
51. Петровский, Александр Петрович
52. Петросянц, Хачатур Сергеевич
53. Петухов, Пётр Иванович
54. Пивень, Марк Герасимович
55. Пивоваров, Абрам Моисеевич
56. Пивоваров, Пётр Тимофеевич
57. Пигалев, Дмитрий Матвеевич
58. Пигурнов, Афанасий Петрович
59. Пилипенко, Мария Феоктистовна
60. Пинкин, Григорий Данилович
61. Пирузян, Арам Сергеевич
62. Письменский, Семён Филиппович
63. Пичугина, Прасковья Никитична
64. Пияшев, Иван Иванович
65. Платонов, Михаил Алексеевич
66. Плужник, Филипп Феоктистович
67. Поварёнкина, Мария Петровна
68. Погребак, Дмитрий Матвеевич
69. Погудин, Пётр Яковлевич
70. Подушко, Анна Георгиевна
71. Пожидаев, Ефим Тарасович
72. Позин, Пётр Иванович
73. Поликарпов, Дмитрий Алексеевич
74. Полозков, Фёдор Андреевич
75. Полыгачева, Мария Лаврентьевна
76. Пономарёв, Константин Николаевич
77. Пономарёв, Николай Иванович
78. Пономаренко, Пантелеймон Кондратьевич
79. Попков, Пётр Сергеевич
80. Попов, Александр Иванович
81. Попов, Алексей Васильевич
82. Попов, Афанасий Васильевич
83. Попов, Георгий Михайлович
84. Попов, Иван Иванович
85. Попов, Фёдор Сергеевич
86. Поповин, Аркадий Семёнович
87. Портнягин, Вениамин Васильевич
88. Порфирьев, Иван Григорьевич
89. Поскрёбышев, Александр Николаевич
90. Поспелов, Пётр Николаевич
91. Потапов, Сергей Васильевич
92. Потапов, Фёдор Яковлевич
93. Потёмкин, Виктор Константинович
94. Потёмкин, Владимир Петрович
95. Похлёбкин, Василий Александрович
96. Праков, Яков Андреевич
97. Пресман, Самуил Моисеевич
98. Прибок, Виктор Иванович
99. Прилипко, Илья Алексеевич
100. Приходов, Юрий Кондратьевич
101. Прожогин, Василий Елизарович
102. Прокофьев, Александр Андреевич
103. Прокофьев, Гавриил Михайлович
104. Прокушев, Иван Устинович
105. Пронин, Василий Прохорович
106. Пронозин, Константин Яковлевич
107. Проскуров, Иван Иосифович
108. Простяков, Игнатий Васильевич
109. Протопопов, Дмитрий Захарович
110. Проценко, Александр Фёдорович
111. Прытков, Иван Иванович
112. Пташкин, Иван Емельянович
113. Пуговкин, Александр Матвеевич
114. Пузин, Алексей Андреевич
115. Пузина, Анна Яковлевна
116. Пузырнов, Роман Григорьевич
117. Пурцхванидзе, Шалва Естатиевич

## Р
1. Рагимова, Камер Азер кызы
2. Раджапов, Абдурахим
3. Ральников, Тимофей Демидович
4. Рамзин, Михаил Максимович
5. Рапава, Авксентий Нарикиевич
6. Рассказов, Андрей Ефремович
7. Растёгин, Григорий Сергеевич
8. Расулов, Али Аббас Али оглы
9. Рахманова, Мария Дмитриевна
10. Рванцев, Фёдор Зиновьевич
11. Ребров, Михаил Иванович
12. Резников, Никифор Петрович
13. Резцов, Фёдор Николаевич
14. Репин, Александр Иванович
15. Репин, Владимир Иванович
16. Решкин, Василий Макарович
17. Ровинский, Лев Яковлевич
18. Рогов, Иван Васильевич
19. Родин, Владимир Терентьевич
20. Родионов, Михаил Иванович
21. Рожков, Иван Матвеевич
22. Романенко, Андрей Алексеевич
23. Романов, Виталий Романович
24. Романов, Даниил Григорьевич
25. Романов, Михаил Максимович
26. Романов, Пётр Алексеевич
27. Романов, Пётр Михайлович
28. Романова, Екатерина Григорьевна
29. Романовская, Агния Михайловна
30. Романченко, Иван Михайлович
31. Романчук, Николай Данилович
32. Ромашов, Михаил Миронович
33. Ромащенко, Николай Степанович
34. Ромбой, Борис Николаевич
35. Россочинский, Иван Яковлевич
36. Рубан, Калистрат Васильевич
37. Рудаков, Александр Михайлович
38. Рудаков, Николай Алексеевич
39. Руденко, Алексей Иванович
40. Руденко, Леонид Григорьевич
41. Руденко, Пётр Григорьевич
42. Руденко, Роман Андреевич
43. Румянцев, Василий Иванович
44. Русакова, Мария Климентьевна
45. Русских, Александр Георгиевич
46. Рыбаков, Дмитрий Михайлович
47. Рыжов, Григорий Иванович
48. Рычагов, Павел Васильевич
49. Рычаков, Алексей Иванович
50. Рябая, Антонина Калинична
51. Рябиков, Василий Михайлович
52. Рябов, Александр Михайлович
53. Рябов, Павел Иванович
54. Рябова, Ксения Семёновна
55. Рябой, Адольф Гильевич
56. Рябошапка, Степан Кириллович
57. Рябышев, Дмитрий Иванович
58. Рязанов, Иван Дмитриевич

## С
1. Саберов, Мустафа Саберович
2. Сабило, Павел Яковлевич
3. Саваков, Павел Пахомович
4. Савёлов, Дмитрий Иванович
5. Савельева, Васса Васильевна
6. Савинов, Михаил Иванович
7. Савченко, Георгий Косьмич
8. Сагателян, Геворк Александрович
9. Сагдеев, Ярхом
10. Саджая, Алексей Николаевич
11. Садовников, Фёдор Дмитриевич
12. Саенко, Яков Дмитриевич
13. Саламов, Кермен Павлович
14. Салахов, Алекпер Аслан оглы
15. Саломатина, Анна Дмитриевна
16. Салтыков, Пётр Иванович
17. Самарин, Михаил Павлович
18. Самарцев, Николай Михайлович
19. Самойлов, Алексей Александрович
20. Самохвалов, Александр Иванович
21. Самхарадзе, Василий Владимирович
22. Санакоев, Григорий Георгиевич
23. Сапельников, Дмитрий Иванович
24. Сапогов, Константин Григорьевич
25. Сапрыкин, Григорий Давыдович
26. Сарапулов, Дмитрий Васильевич
27. Саркисов, Николай Петрович
28. Саркисян, Агаси Соломонович
29. Сарычева, Мария Васильевна
30. Сафаров, Али Шамиль оглы
31. Сафонов, Михаил Иванович
32. Сафронов, Афанасий Родионович
33. Сванадзе, Иосиф Иванович
34. Свечников, Семён Семёнович
35. Свиридов, Александр Павлович
36. Свиридов, Борис Иванович
37. Сегизов, Тунгушбай Архобаевич
38. Седин, Иван Корнеевич
39. Седов, Александр Михайлович
40. Седов, Григорий Иванович
41. Седюк, Михаил Игнатьевич
42. Сейдин, Иван Иванович
43. Сексенбаева, Жамиля Рахимжановна
44. Селезнёв, Пётр Иануарьевич
45. Селиванов, Александр Игнатьевич
46. Селиванов, Андрей Дмитриевич
47. Селиванов, Иван Павлович
48. Селиванов, Тимофей Алексеевич
49. Семёнов, Александр Михайлович
50. Семёнов, Александр Семёнович
51. Семёнов, Владимир Андреевич
52. Семёнов, Григорий Алексеевич
53. Семёнов, Иван Павлович
54. Семёнов, Фёдор Кириллович
55. Семеновский, Фёдор Алексеевич
56. Сенин, Григорий Семёнович
57. Сергеев, Андрей Иванович
58. Сергеев, Михаил Васильевич
59. Сергеев, Михаил Николаевич
60. Сергеев, Николай Ильич
61. Сергушкин, Пётр Степанович
62. Сердюк, Ефим Егорович
63. Сердюк, Зиновий Тимофеевич
64. Сердюк, Митрофан Афанасьевич
65. Сериков, Никанор Иванович
66. Серов, Яков Алексеевич
67. Серогодский, Александр Александрович
68. Серюков, Александр Дмитриевич
69. Сидоренко, Лев Алексеевич
70. Сидоров, Никифор Ульянович
71. Сидоров, Сергей Георгиевич
72. Сидорова, Нина Владимировна
73. Сизов, Гавриил Матвеевич
74. Сизоненко, Нниколай Петрович
75. Силантьев, Николай Павлович
76. Силкин, Григорий Петрович
77. Силов, Константин Алексеевич
78. Симаков, Варлам Михайлович
79. Симаков, Мефодий Антонович
80. Симонженкова, Матрёна Кузьминична
81. Симанов, Павел Андреевич
82. Симонов, Павел Васильевич
83. Сироткин, Александр Савельевич
84. Ситюков, Марк Eфимович
85. Скворцов, Николай Александрович
86. Скляров, Иван Григорьевич
87. Сковородин, Сергей Павлович
88. Скопцов, Иван Алексеевич
89. Скрябин, Григорий Лаврентьевич
90. Слепой, Абрам Яковлевич
91. Слесарев, Алексей Назарович
92. Смаилов, Мурат
93. Смирнов, Александр Владимирович
94. Смирнов, Александр Петрович
95. Смирнов, Александр Сергеевич
96. Смирнов, Георгий Тимофеевич
97. Смирнов, Дмитрий Григорьевич
98. Смирнов, Илья Корнилович
99. Смирнов, Николай Алексеевич
100. Смирнов, Николай Алексеевич
101. Смирнов, Николай Васильевич
102. Смирнов, Павел Кузьмич
103. Смирнов, Сергей Сергеевич
104. Смирнова, Александра Александровна
105. Смицкой, Андрей Артёмович
106. Соболев, Дмитрий Николаевич
107. Соболев, Леонид Владимирович
108. Соболев, Михаил Петрович
109. Соков, Валентин Ефимович
110. Соколенко, Василий Андреевич
111. Соколин, Анатолий Васильевич
112. Соколков, Григорий Васильевич
113. Соколов, Александр Петрович
114. Соколов, Алексей Григорьевич
115. Соколов, Андрей Петрович
116. Соколов, Григорий Григорьевич
117. Соколов, Иван Иванович
118. Соколов, Иван Иванович
119. Соколов, Иван Михайлович
120. Соколов, Иван Яковлевич
121. Соколов, Леонид Иванович
122. Соколов, Пётр Сергеевич
123. Соколовский, Александр Николаевич
124. Солдатенко, Игнат Семёнович
125. Солин, Григорий Михайлович
126. Соловьёв, Николай Васильевич
127. Соломин, Василий Павлович
128. Солощенко, Антон Ильич
129. Соляков, Пётр Васильевич
130. Сомов, Александр Васильевич
131. Сомов, Георгий Александрович
132. Сорока, Евдоким Дмитриевич
133. Сорока, Михаил Хрисанфович
134. Сорокин, Григорий Петрович
135. Сорокин, Иван Георгиевич
136. Сорокин, Иван Петрович
137. Сорокин, Николай Назарович
138. Сочеслав, Михаил Ильич
139. Спассков, Александр Андреевич
140. Спивак, Моисей Семёнович
141. Спирин, Иван Тимофеевич
142. Спицин, Георгий Георгиевич
143. Спорыньин, Сергей Афанасьевич
144. Сталин, Иосиф Виссарионович
145. Стариков, Филипп Никанорович
146. Старовойт, Александр Иванович
147. Старовойтов, Фёдор Васильевич
148. Старостин, Максим Иванович
149. Старостина, Елизавета Савельевна
150. Староторжский, Александр Павлович
151. Старченко, Василий Фёдорович
152. Старыгин, Павел Иванович
153. Стаханов, Алексей Григорьевич
154. Стенягин, Александр Фёдорович
155. Степаненко, Ион Лукич
156. Степанов, Борис Сергеевич
157. Степанов, Карп Николаевич
158. Степанов, Павел Степанович
159. Степанов, Семён Степанович
160. Степанов, Сергей Андреевич
161. Стрепухов, Михаил Фёдорович
162. Стрешный, Георгий Ермолаевич
163. Строгалев, Андрей Семёнович
164. Строкач, Тимофей Амвросиевич
165. Студенников, Пётр Степанович
166. Стулов, Иван Андреевич
167. Стуруа, Георгий Фёдорович
168. Субботин, Клавдий Петрович
169. Субботин, Никита Егорович
170. Суверин, Иван Григорьевич
171. Сугалиев, Илеусин
172. Суетин, Михаил Сергеевич
173. Сулейманов, Умуд Сулейман оглы
174. Сулейманова, Васфика Сулеймановна
175. Сулиманов, Халил Сулиманович
176. Султанов, Ибрагим Сулейманович
177. Сусайков, Иван Захарович
178. Сусалин, Леонтий Георгиевич
179. Суслов, Михаил Андреевич
180. Суханова, Вера Ивановна
181. Сухановский, Авксентий Петрович
182. Сухановский, Андрей Иванович
183. Сухих, Андрей Андреевич
184. Сухов, Иван Степанович
185. Сущев, Василий Николаевич
186. Сызранцев, Владимир Павлович
187. Сытинов, Василий Михайлович
188. Сытник, Александр Фёдорович

## Т
1. Тавадзе, Илья Кайсарович
2. Таланников, Сергей Никитович
3. Талеев, Григорий Андреевич
4. Танцюра, Прасковья Куприяновна
5. Таранов, Василий Спиридонович
6. Тарасов, Павел Сергеевич
7. Тарасов, Павел Фёдорович
8. Тарасов, Степан Никонович
9. Тасбаев, Казбек
10. Тахтаров, Адильгирей
11. Твалчрелидзе, Георгий Григорьевич
12. Тельный, Максим Иванович
13. Тененгольц, Наум Борисович
14. Терентьев, Дмитрий Васильевич
15. Терентьев, Иван Николаевич
16. Терентьев, Илья Кириллович
17. Терентьев, Пётр Григорьевич
18. Терехов, Иван Федосеевич
19. Тетюшев, Пётр Алексеевич
20. Тимофеев, Алексей Васильевич
21. Тимофеев, Фёдор Иванович
22. Тимошенко, Семён Константинович
23. Титов, Павел Иванович
24. Тихонов, Григорий Порфирьевич
25. Тишин, Василий Иванович
26. Тищенко, Владимир Иосифович
27. Ткач, Яков Никитович
28. Ткаченко, Степан Николаевич
29. Товмасян, Сурен Акопович
30. Товстолес, Николай Иванович
31. Токарев, Дмитрий Степанович
32. Толкачёв, Николай Иванович
33. Толмачёв, Виктор Николаевич
34. Толочко, Мария Андреевна
35. Толстикова, Анна Матвеевна
36. Толстоноженко, Николай Васильевич
37. Толубаев, Асаналы
38. Томилов, Михаил Иосифович
39. Топуридзе, Александр Епифанович
40. Топчан, Авраам Борисович
41. Третьяков, Алексей Иванович
42. Третьяков, Иван Кириллович
43. Третьяков, Модест Тихонович
44. Трифонов, Александр Степанович
45. Трищун, Василий Гаврилович
46. Троицкий, Александр Иванович
47. Тропин, Иван Викторович
48. Трофимов, Александр Степанович
49. Трофимов, Алексей Мартынович
50. Трофимов, Степан Игнатьевич
51. Трохов, Фёдор Ефимович
52. Трошин, Василий Александрович
53. Трубин, Никита Васильевич
54. Трусов, Николай Иванович
55. Трушин, Иван Александрович
56. Тульнов, Пётр Львович
57. Туминский, Илья Евдокимович
58. Тунян, Смбат Асатурович
59. Тур, Иван Петрович
60. Туртанов, Иван Ильич
61. Тушунов, Анатолий Васильевич
62. Тынчеров, Амин Халилович
63. Тюленев, Иван Владимирович
64. Тюнтин, Матвей Григорьевич
65. Тюрин, Дмитрий Андреевич
66. Тюрин, Михаил Георгиевич

## У
1. Удальцов, Алексей Иванович
2. Удод, Тихон Моисеевич
3. Улыбин, Сергей Ефимович
4. Ульрих, Василий Васильевич
5. Ульяненко, Логвин Иванович
6. Ульянов, Василий Фёдорович
7. Умников, Василий Петрович
8. Ундасынов, Нуртас Дандибаевич
9. Уразгулов, Фатхинур
10. Уралова, Евдокия Ильинична
11. Устинов, Дмитрий Фёдорович
12. Утва, Андрей Артёмович
13. Ухова, Мария Прохоровна
14. Ухолин, Сергей Абрамович

## Ф
1. Фадеев, Александр Александрович
2. Федин, Александр Романович
3. Федоренко, Аким Иванович
4. Федоритенко, Юрий Дмитриевич
5. Фёдоров, Алексей Фёдорович
6. Фёдорова, Агрипина Яковлевна
7. Фёдорова, Анна Андреевна
8. Фёдорова, Зинаида Тихоновна
9. Фёдорова, Татьяна Викторовна
10. Федосеев, Павел Константинович
11. Федотов, Александр Алексеевич
12. Федотов, Георгий Иванович
13. Федотов, Пётр Петрович
14. Федюков, Игнат Иванович
15. Фекленко, Николай Владимирович
16. Фельдман, Эдуард Владимирович
17. Фиалковский, Василий Андреевич
18. Филатова, Елена Ефимовна
19. Филимонов, Виталий Леонтьевич
20. Филимонов, Дмитрий Фомич
21. Филимонова, Матильда Николаевна
22. Филиппов, Александр Павлович
23. Филиппов, Андрей Фёдорович
24. Филиппов, Василий Трифонович
25. Филиппов, Иван Маркелович
26. Фирсанов, Кондратий Филиппович
27. Фоменко, Василий Терентьевич
28. Фомин, Андрей Александрович
29. Фомин, Родион Афанасьевич
30. Фомина, Нина Семёновна
31. Фоминых, Александр Яковлевич
32. Фриновский, Михаил Петрович
33. Фролков, Алексей Андреевич
34. Фролов, Александр Яковлевич
35. Фролов, Валериан Александрович
36. Фролов, Сергей Петрович
37. Фролова, Мария Федотовна
38. Фурт, Порфирий Сергеевич

## Х
1. Хабаров, Григорий Иванович
2. Халикеев, Курбанбай
3. Хамраев, Мамед Джума
4. Ханина, Евгения Соломоновна
5. Харитонов, Василий Леонтьевич
6. Харитонов, Илья Степанович
7. Харченко, Александр Александрович
8. Харченко, Мария Пантелеймоновна
9. Хафизов, Фазыл Хафизович
10. Хахалов, Александр Уладаевич
11. Хацкилевич, Михаил Георгиевич
12. Химиченко, Захар Прокофьевич
13. Хиславский, Ефим Маркович
14. Холодков, Михаил Иванович
15. Холодный, Фёдор Абрамович
16. Хоменко, Яков Алексеевич
17. Хомутов, Николай Александрович
18. Хомяков, Александр Михайлович
19. Хохлов, Иван Сергеевич
20. Храмков, Иван Петрович
21. Хромов, Степан Лаврентьевич
22. Хропов, Сергей Акимович
23. Хрущёв, Никита Сергеевич
24. Худайбергенов, Аитбай
25. Худин, Иван Васильевич
26. Худяков, Пётр Тимофеевич
27. Хуразов, Муса Магомедович

## Ц
1. Цанава, Лаврентий Фомич
2. Цветаев, Николай Николаевич
3. Цветков, Григорий Михайлович
4. Цебенко, Василий Константинович
5. Цеплухин, Иван Александрович
6. Цукунов, Василий Яковлевич
7. Цховребашвили, Владимир Гедеванович
8. Цыкун, Трофим Ефимович

## Ч
1. Чакрыгина, Евдокия Дмитриевна
2. Чалдышев, Александр Николаевич
3. Чарквиани, Кандид Несторович
4. Чарыков, Иван Матвеевич
5. Чачибая, Григорий Дутуевич
6. Чеботарёв, Николай Николаевич
7. Чекаловский, Фёдор Григорьевич
8. Чеканюк, Андрей Терентьевич
9. Чекинов, Анатолий Петрович
10. Челидзе, Семён Моисеевич
11. Чембулатов, Михаил Андреевич
12. Чеплаков, Пётр Фёдорович
13. Череватенко, Михаил Иванович
14. Черёмухин, Василий Фёдорович
15. Черкалова, Мария Петровна
16. Черкасов, Константин Григорьевич
17. Черненко, Иван Фёдорович
18. Чернов, Сергей Иванович
19. Черновол, Василий Семёнович
20. Чернокозов, Хрисанф Павлович
21. Черноусов, Борис Николаевич
22. Черноусов, Ефим Петрович
23. Черноусов, Сергей Иванович
24. Черных, Сергей Александрович
25. Чернышёв, Иван Фёдорович
26. Чернышёв, Николай Максимович
27. Чернявский, Виктор Алексеевич
28. Черятников, Василий Иванович
29. Чечков, Андрей Тимофеевич
30. Чечулин, Алексей Михайлович
31. Чиканков, Павел Иванович
32. Чимбуров, Василий Иванович
33. Чирин, Пётр Петрович
34. Чирятьев, Николай Васильевич
35. Чистякова, Дарья Семёновна
36. Чичинадзе, Давид Алексеевич
37. Чмутов, Николай Иванович
38. Чубин, Яков Абрамович
39. Чубинидзе, Мирон Дмитриевич
40. Чудотворцева, Александра Васильевна
41. Чуйков, Василий Иванович
42. Чукеев, Мамыркул
43. Чулков, Пётр Иванович
44. Чупиков, Василий Павлович
45. Чуянов, Алексей Семёнович

## Ш
1. Шабалин, Семён Иванович
2. Шаблинский, Борис Корнеевич
3. Шавалева, Аксинья Андреевна
4. Шавиков, Фёдор Елизарович
5. Шагадаев, Мунавар
6. Шагимарданов, Фазыл Валиахметович
7. Шагов, Иван Иванович
8. Шаманин, Фёдор Афанасьевич
9. Шамрило, Тимофей Власович
10. Шапошников, Алексей Васильевич
11. Шапошников, Борис Михайлович
12. Шарабурко, Яков Сергеевич
13. Шария, Пётр Афанасьевич
14. Шаталин, Григорий Иванович
15. Шахов, Дмитрий Александрович
16. Шахов, Леонид Иванович
17. Шахова, Надежда Михайловна
18. Шахурин, Алексей Иванович
19. Шацкий, Алексей Фёдорович
20. Шашок, Лазарь Минович
21. Шварев, Алексей Александрович
22. Шверник, Николай Михайлович
23. Шевардин, Михаил Авксентьевич
24. Шевцов, Иван Саввич
25. Шевченко, Василий Григорьевич
26. Шевченко, Иван Петрович
27. Шевченко, Михаил Евгеньевич
28. Шевчук, Никита Сергеевич
29. Шевчук, Фёдор Маркович
30. Шекланов, Иван Прокофьевич
31. Шелковый, Пётр Иванович
32. Шеломович, Валентина Андреевна
33. Шеренгин, Иван Григорьевич
34. Шестаков, Иван Родионович
35. Шестопалов, Константин Матвеевич
36. Шибаев, Алексей Алексеевич
37. Шибаев, Василий Филимонович
38. Шибалин, Николай Иванович
39. Шикин, Иосиф Васильевич
40. Шилкин, Михаил Сергеевич
41. Шилов, Григорий Алексеевич
42. Шимко, Владимир Степанович
43. Шинкарёв, Александр Николаевич
44. Шинкаренко, Матвей Никитич
45. Широков, Василий Михайлович
46. Шишкин, Василий Михайлович
47. Шишмарёв, Алексей Андреевич
48. Шкенев, Корнилий Антонович
49. Шкирятов, Матвей Фёдорович
50. Шлёнов, Дмитрий Васильевич
51. Шляпкина, Мария Алексеевна
52. Шмаков, Иван Иосифович
53. Шманенко, Василий Кузьмич
54. Шмелёв, Иван Андреевич
55. Шмельков, Иван Егорович
56. Шовкопляс, Елизавета Ивановна
57. Шолохов, Михаил Александрович
58. Шостак, Мария Петровна
59. Шпилевой, Пётр Иванович
60. Шпилько, Назарий Tрофимович
61. Штерн, Григорий Михайлович
62. Штыков, Терентий Фомич
63. Шубин, Михаил Васильевич
64. Шулин, Фёдор Иванович
65. Шулишов, Фёдор Иванович
66. Шульга, Пётр Сергеевич
67. Шумилин, Евгений Фёдорович
68. Шумилов, Николай Дмитриевич
69. Шумихин, Матвей Сергеевич
70. Шустин, Анатолий Матвеевич
71. Шустин, Семён Матвеевич
72. Шутов, Иван Максимович

## Щ
1. Щаденко, Ефим Афанасьевич
2. Щелаковский, Алексей Варфоломеевич
3. Щербаков, Александр Сергеевич
4. Щербаков, Николай Тимофеевич
5. Щербакова, Нина Eфремовна

## Э
1. Эгнаташвили, Василий Яковлевич
2. Энодин, Леонид Михайлович

## Ю
1. Юдин, Алексей Ильич
2. Юдин, Иван Иосифович
3. Юдин, Михаил Александрович
4. Юлдашбаев, Шарифьян Мухаметзянович
5. Юлдашев, Мухамеджан
6. Юмашев, Иван Степанович
7. Юрьев, Михаил Григорьевич
8. Юсупов, Усман
9. Юшков, Трофим Андреевич

## Я
1. Яковлев, Борис Яковлевич
2. Яковлев, Всеволод Фёдорович
3. Яковлев, Сергей Яковлевич
4. Якубджанов, Мухамеджан
5. Якуницкий, Василий Константинович
6. Якушев, Георгий Тимофеевич
7. Ялатов, Шабычи Сыранович
8. Ямпольская, Рива Натановна
9. Ярёменко, Василий Емельянович
10. Яркин, Иван Осипович
11. Ярославский, Емельян Михайлович
12. Ярыгин, Ефим Денисович
13. Ясенов, Пётр Ананьевич
14. Яснов, Михаил Алексеевич
15. Яцина, Иосиф Михайлович
16. Яченин, Леонид Иванович
17. Яшкин, Максим Михайлович

## Источник
- Список в Справочнике по истории Коммунистической партии и Советского Союза 1898—1991